# Inspection générale des monuments historiques
L’inspection générale des monuments historiques est un service dépendant du Ministère de la Culture. Créée en 1830, elle est chargée à ses débuts de visiter et veiller sur le patrimoine français et en particulier les monuments historiques. L'inspection est chargée du contrôle du travail des architectes en chef des monuments historiques.

## XIXesiècle
Le poste d'inspecteur général des monuments historiques est créé le 25 novembre 1830 par François Guizot, alors ministre de l'Intérieur. Sa mission est ainsi définie en 1831 :

« Constater l'existence et faire la description critique de tous les édifices du royaume qui, soit par leur date, soit par le caractère de leur architecture, soit par les événements dont ils furent les témoins, méritent l'attention de l'archéologue, de l'historien, tel est le premier but des fonctions qui me sont confiées ; en second lieu, je dois veiller à la conservation de ces édifices en indiquant au Gouvernement et aux autorités locales les moyens soit de prévenir, soit d'arrêter leur dégradation. »

Le premier inspecteur général est Ludovic Vitet.
Prosper Mérimée lui succède le 27 mai 1834. Il transmet aux préfets une instruction datée du 10 août 1834 destinée à faire connaître les monuments les plus importants et les plus anciens de leur département, classés par ordre d'importance, afin ainsi de répartir les crédits d'entretien et de restauration. Il est secondé par la commission des monuments historiques, qui établit la première liste des monuments historiques en 1840. Il effectue également une tournée dans l'Ouest de la France, notamment en Bretagne.

## XXesiècle
En 1939, Jean Verrier, inspecteur général des monuments historiques spécialisé dans les objets, fait procéder à la mise à l'abri des vitraux des édifices religieux menacés par les bombardements.
L'inspection est rattachée au Ministère de l'Intérieur, section des Beaux-arts, jusqu'à la création du Ministère de la Culture.
L'inspection dépend de la commission supérieure des monuments historiques.

## Postes
Les postes liées à l'inspection générale sont :
- inspecteur général des monuments historiques ;
- Inspecteur général honoraire des monuments historiques ;
- inspecteur des monuments historiques ;
- inspecteur honoraire des monuments historiques.

## Liste des inspecteurs généraux des monuments historiques
- 1830 : Ludovic Vitet
- 1834 : Prosper Mérimée
- 1860 : Émile Boeswillwald
- 1895 : Paul Boeswillwald
- 1929 : …
- 1979 : François Mathey

Au XXIe siècle :
- Pierre Bortolussi
- Marie-Suzanne de Ponthaud
- Pierre-Antoine Gatier
- François Jeanneau
- Régis Martin
- Pascal Prunet